# Anthrenus talassicus
Anthrenus talassicus là một loài bọ cánh cứng trong họ Dermestidae. Loài này được Sokolov miêu tả khoa học năm 1980.